# Lliga neerlandesa de futbol 1915-16
La Lliga neerlandesa de futbol 1915–1916 va ser disputada per 26 equips que participaven en tres divisions. El campió nacional seria determinat per un play-off amb els guanyadors de la divisió de futbol de l'est, el sud i l'oest dels Països Baixos. El Willem II va guanyar el campionat en vèncer als play-off el Go Ahead i l'Sparta Rotterdam.

## Nous equips
Eerste Klasse Sud: (retorn després d'una temporada de suspensió a causa de la Primera Guerra Mundial).
- MSV Maastricht
- NAC Breda
- RVV Roermond

## Divisions

### Eerste Klasse Est
| Pos | Equip              | PJ | PG | PE | PP | GF | GC | DG  | Pts | Classificació                               |
| --- | ------------------ | -- | -- | -- | -- | -- | -- | --- | --- | ------------------------------------------- |
| 1   | Go Ahead           | 14 | 9  | 3  | 2  | 32 | 17 | +15 | 21  | Classificat per als play-offs del campionat |
| 2   | Quick Nijmegen     | 14 | 9  | 2  | 3  | 20 | 9  | +11 | 20  |                                             |
| 3   | Koninklijke UD     | 14 | 6  | 3  | 5  | 27 | 23 | +4  | 15  |                                             |
| 4   | HVV Tubantia       | 14 | 6  | 2  | 6  | 28 | 31 | −3  | 14  |                                             |
| 5   | Robur et Velocitas | 14 | 6  | 1  | 7  | 37 | 36 | +1  | 13  |                                             |
| 6   | Vitesse Arnhem     | 14 | 5  | 1  | 8  | 31 | 35 | −4  | 11  |                                             |
| 7   | Be Quick Zutphen   | 14 | 4  | 2  | 8  | 29 | 37 | −8  | 10  |                                             |
| 8   | GVC Wageningen     | 14 | 4  | 0  | 10 | 17 | 33 | −16 | 8   |                                             |

### Eerste Klasse Sud
L'Eerste Klasse Sud va tornar després d'haver estat suspeda durant una temporada a causa de la Primera Guerra Mundial.
| Pos | Equip           | PJ | PG | PE | PP | GF | GC | DG  | Pts | Classificació                               |
| --- | --------------- | -- | -- | -- | -- | -- | -- | --- | --- | ------------------------------------------- |
| 1   | Willem II       | 14 | 12 | 2  | 0  | 65 | 15 | +50 | 26  | Classificat per als play-offs del campionat |
| 2   | NAC Breda       | 14 | 7  | 3  | 4  | 35 | 20 | +15 | 17  |                                             |
| 3   | CVV Velocitas   | 14 | 7  | 2  | 5  | 36 | 29 | +7  | 16  |                                             |
| 4   | MSV Maastricht  | 14 | 6  | 4  | 4  | 26 | 29 | −3  | 16  |                                             |
| 5   | MVV Maastricht  | 14 | 7  | 1  | 6  | 22 | 21 | +1  | 15  |                                             |
| 6   | RKVV Wilhelmina | 14 | 3  | 4  | 7  | 20 | 33 | −13 | 10  |                                             |
| 7   | RVV Roermond    | 14 | 2  | 5  | 7  | 22 | 44 | −22 | 9   | No participa la següent temporada           |
| 8   | VVV Venlo       | 14 | 1  | 1  | 12 | 12 | 47 | −35 | 3   |                                             |

### Eerste Klasse Oest
| Pos | Equip            | PJ | PG | PE | PP | GF | GC | DG  | Pts | Classificació                               |
| --- | ---------------- | -- | -- | -- | -- | -- | -- | --- | --- | ------------------------------------------- |
| 1   | Sparta Rotterdam | 18 | 11 | 3  | 4  | 55 | 28 | +27 | 25  | Classificat per als play-offs del campionat |
| 2   | DFC              | 18 | 11 | 2  | 5  | 45 | 34 | +11 | 24  |                                             |
| 3   | HBS Craeyenhout  | 18 | 8  | 4  | 6  | 37 | 37 | 0   | 20  |                                             |
| 4   | HC & CV Quick    | 18 | 8  | 3  | 7  | 37 | 28 | +9  | 19  |                                             |
| 5   | VOC              | 18 | 7  | 5  | 6  | 26 | 30 | −4  | 19  |                                             |
| 6   | Koninklijke HFC  | 18 | 6  | 5  | 7  | 35 | 38 | −3  | 17  |                                             |
| 7   | UVV Utrecht      | 18 | 6  | 4  | 8  | 35 | 43 | −8  | 16  |                                             |
| 8   | USV Hercules     | 18 | 6  | 3  | 9  | 25 | 38 | −13 | 15  |                                             |
| 9   | HVV Den Haag     | 18 | 6  | 2  | 10 | 32 | 41 | −9  | 14  |                                             |
| 10  | HFC Haarlem      | 18 | 3  | 5  | 10 | 27 | 37 | −10 | 11  |                                             |

### Play-off del campionat
| Pos | Equip            | PJ | PG | PE | PP | GF | GC | DG | Pts |  | WIL | GOA | SPA |
| --- | ---------------- | -- | -- | -- | -- | -- | -- | -- | --- |  | --- | --- | --- |
| 1   | Willem II        | 4  | 2  | 1  | 1  | 6  | 6  | 0  | 5   |  |     | 1–1 | 4–1 |
| 2   | Go Ahead         | 4  | 1  | 2  | 1  | 6  | 4  | +2 | 4   |  | 0–1 |     | 3–0 |
| 3   | Sparta Rotterdam | 4  | 1  | 1  | 2  | 7  | 9  | −2 | 3   |  | 4–0 | 2–2 |     |